# Gregori XIII
Gregori XIII (1502-1585), nascut Ugo Boncompagni, va ser Papa entre 1572 i 1585.

## Orígens i formació
Va estudiar jurisprudència a la Universitat de Bolonya i després de doctorar-se en dret canònic i civil el 1530, des del 1531 va exercir com a professor, tenia com a alumnes figures com Carles Borromeo, Alexandre Farnese i Reginald Pole.

## Carrera eclesiàstica
El 1539 fou reclamat a Roma pel cardenal Parisio, després va actuar per al papa Pau III com a jutge de la capital, abreviador papal i referendador del Tribunal Suprem de la Signatura Apostòlica fins que el 1546 fou enviat com a auditor al Concili de Trento.
Quan va tornar a Roma va ocupar diversos càrrecs a la Cúria Romana sota Juli III, qui també el va nomenar legat apostòlic a la Campània el 1555.
El 1558 el papa Pau IV va nomenar-lo bisbe de Vieste i el 1561 el papa Pius IV el va enviar de nou al Concili de Trento, on va estar fins a la clausura el 1563 en tant que assessor del legat pontifici, el cardenal Simonetta.
Després de tornar de nou a Roma fou nomenat, el 12 de març del 1565, cardenal prevere de Sant Sixte i enviat com a legat apostòlic a Castella per intervenir en el procés inquisitorial iniciat al cardenal de Toledo, Bartolomé de Carranza. La seva estada a Espanya va permetre-li per conèixer el rei Felip II de Castella i guanyar-se la seva simpatia, que li va ajudar perquè després l'escollissin papa.

## Papat

### Elecció
Després de la mort de Pius V, el Col·legi Cardenalici reunit en conclave va escollir-lo en un sol dia nou papa gràcies a la influència de diversos monarques europeus.
Va adoptar el nom de Gregori XIII com homenatge al gran papa Gregori el Gran, i malgrat la seva avançada edat quan fou escollit, setanta anys, va demostrar una inflexible energia i voluntat en la regeneració de l'Església, continuant la tasca iniciada pel seu predecessor Pius V.

### Reforma de l'Església
Entossudit en la renovació moral de l'Església, ja al seu primer consistori va comunicar als cardenals la seva intenció de fer complir estrictament els cànons aprovats al Concili de Trento, mostrant-se doncs inflexible en l'obligació dels bisbes de viure a llurs respectives seus.
Va incentivar la creació de col·legis i de seminaris perquè s'hi formessin, culturalment i moralment, els futurs sacerdots i missioners. Al front d'aquests centres va posar la Companyia de Jesús, que esdevingué un dels seus principals pilars de la seva tasca reformadora, la qual cosa va suposar per a aquest orde la concessió de molts beneficis, entre ells el suport que el papa va oferir al Col·legi Romà que havia estat fundat per Ignasi de Loiola el 1551 i que, en el 1584, va ampliar-se i canviar de seu i el seu nom pel de Pontifícia Universitat Gregoriana en honor del seu protector, el papa.
El Col·legi Anglès fou fundat l'1 de maig de 1579 i dotat d'un subsidi papal per al seu funcionament.
El 1580 va unir el Col·legi Alemany, fundat durant el pontificat de Juli III, amb el Col·legi Hongarès, fundat dos anys abans formant l'actual Collegium Germanicum et Hungaricum.
En aquestes escoles es preparava nous missioners per als diferents països on el protestantisme havia estat declarat religió de l'Estat i per a la missió a la Xina, a l'Índia i al Japó. Així doncs, Gregori XIII va restaurar l'antiga fe, almenys parcialment, a Anglaterra i als països del nord d'Europa, va proporcionar als catòlics d'aquells països els sacerdots necessaris, i va introduir el cristianisme als països de l'Àsia oriental.
El 1575 va aprovar la Congregació de l'Oratori, fundada uns anys abans per Felip Neri.
el 1577 va fundar el Col·legi de Neòfits, un institut per als conversos del judaisme i de l'islam.
Va designar un dia de cada setmana per a una audiència pública durant la qual tots podien accedir a ell.
Perquè només les persones més dignes fossin investides amb dignitats eclesiàstiques, va mantenir una llista d'homes recomanables dins i fora de roma, en què anotava llurs virtuts i defectes que arribava a conèixer. Va exercir la mateixa cura a l'hora de nomenar cardenals.
També va crear una comissió per actualitzar i ampliar l'Index Librorum Prohibitorum.

### El calendari gregorià
Gregori XIII ha passat a la història per reformar el Calendari Julià, utilitzat des que Juli Cèsar l'instaurés l'any 46 aC, que va donar pas al Calendari Gregorià, que és el que fa servir en l'actualitat la majoria dels països del planeta.
Instaurat el 4 d'octubre de 1582, el nou calendari va solucionar el problema que plantejava el fet que l'any julià tenia 11 minuts i 14 segons més que l'any solar, i això havia provocat que la diferència acumulada fes que l'equinocci de primavera s'avancés en deu dies.
Gregori XIII, assessorat per l'astrònom jesuïta Christopher Clavius, va promulgar el 24 de febrer de 1582 la butlla Inter Gravissimas en què establia que després del dijous 4 d'octubre de 1582 vindria el divendres 15 d'octubre de 1582.
Amb l'eliminació d'aquests deu dies va desaparèixer el desfasament amb l'any solar, i perquè no tornés a produir-se, van eliminar-se al nou calendari tres anys de traspàs cada quatre segles.
Així doncs, el calendari gregorià és el seu llegat més valuós i reconegut a tota la humanitat.

### Política exterior
Dos problemes tradicionals continuaven vigents i tots dos tenien a veure amb l'expansió dels poders aliens al de l'Església que ell encapçalava: el creixent poder dels turcs i el no menys actiu protestant.
Després de la batalla de Lepant, la Lliga Santa només es va mantenir durant dos anys, descomponent-se el 1573, la qual cosa va suposar que Venècia reprengués les seves relacions comercials amb l'Imperi Otomà, i que Espanya segellés el 1580 una treva amb el soldà per centrar-se als afers europeus.
el papa no va pas aconseguir comprometre ni França ni Alemanya en la seva projectada expedició contra els turcs, així que no va poder gaudir de la satisfacció del seu predecessor, Pius V, de veure reconquerida Constantinoble.

#### La nit de Sant Bartomeu
A França, els hugonots, amb Gaspard de Coligny al capdavant, estaven arribant al poder d'una manera preocupant per a la monarquia catòlica. La concentració a París de tot de figures d'aquest partit político-religiós amb motiu del casament d'Enric de Navarra, el futur Enric IV, amb Margarita de Valois, va ser l'ocasió per a la reina mare Caterina de Mèdici per ordenar, amb l'anuència de Carles IX, l'assassinat dels líders hugonots.
La matança iniciada a París i estesa immediatament a la resta de les viles franceses va prendre desprevingudes i indefenses les víctimes, entre les quals hi havia homes, dones, nens i ancians, de manera que durant la nit del 24 d'agost de 1572, que ha passat a la història com la Nit de Sant Bartomeu, la massacre va poder acabar amb 100.000 persones.
Sembla probable que Gregori XIII no prengués part directament en aquest esdeveniment (amb independència del finançament constant per part de la Santa Seu de les guerres religioses franceses). No obstant això, va haver celebració a Roma i es va cantar a la basílica de Sant Pere un solemne «Te Deum», una antífona d'acció de gràcies de l'Església a Déu, en moments de gran transcendència. El pontífex va fer gravar una medalla commemorativa que duu en una cara la seva pròpia efígie i a l'altra un àngel amb l'espasa a fora matant hugonots sota el lema «Ugonotiorum strages». Amb el mateix títol va representar Vasari aquells esdeveniments en un dels seus frescos per encàrrec del papa. D'altra banda, també s'assenyala que tant ell com el seu nunci a París, ignoraven els plans de la massacre, ja assabentat, probablement no tenia coneixement dels horrors parisencs que, com altres governants europeus, havien estat informats que els hugonots conspiraven per matar el rei i la seva família, i se'ls va haver de castigar per llur traïció, evitant així una rebel·lió político-religiosa.

#### Anglaterra
Anglaterra va ser un altre dels seus focus d'atenció, i destronar a qualsevol preu l'heretge i bastarda Elisabet I d'Anglaterra va ser una de les seves obsessions més malaltisses. Conra ella va emprar l'or de les arques de l'Església, les armes de qui va estar disposat a oferir-les-hi i fins sicaris assalariats per Roma. Totes les temptatives, però, no van pas reeixir.
Joan d'Habsburg va ser un dels comissionats pel papa per dur a terme el 1578 una acció militar contra la reina britànica; Niccolo Ormanetto, nunci de sa santedat a Castella, tenia la missió de convèncer Felip II perquè organitzés des de Flandes la invasió d'Anglaterra o, en el seu cas, oferís els medis per fer arribar a Irlanda 2.000 soldats reclutats pel papa. No es va poder fer res d'això, finalment Joan d'Habsburg va rebre de Gregori XIII cinquanta-mil escuts d'or i el mandat d'intentar alliberar Maria Estuard, però les necessitats urgents pecuniàries de les empreses de Flandes van determinar que desviés aquells fons a aquestes operacions i l'expedició anglesa no va poder dur-se a terme.
William Allen i uns altres exiliats anglesos residents a Roma van concebre envair Anglaterra amb una força militar que enviaria Thomas Stukley, un altre compatriota que havia lluitat a Lepant, i així ho van proposar al papa. Ell, que estava sempre en disposició d'acceptar qualsevol pla per derrocar la reina Elisabet, els va acollir amb entusiasme.
Gregori XIII va voler involucrar Felip II en aquesta empresa mitjançant el seu ambaixador a la Santa Seu, Juan de Zúñiga. El rei es va mostrar també favorable al projecte. Stukley va embarcar a Porto Ercole cap a Irlanda amb 800 infants fent escala a Lisboa, on se'ls havien d'unir més contingents; com els reforços van trigar a arribar, l'aventurer anglès va preferir sumar-se al rei Sebastià I de Portugal a les seves incursions africanes encara que abandonés la missió apal, i la projectada maniobra contra la reina britànica tampoc no es va poder dur a terme.
L'any següent, el 1579, va organitzar una nova expedició a Irlanda, aquest cop encomanada a James Fitzmaurice Fitzgerald, que també va acabar en un fracàs.
El 1583 es preparava a París una maniobra per penetrar a Anglaterra per Escòcia; la paraven el duc de Guisa, l'ambaixador espanyol a França i el nunci apostòlic, en unió amb exiliats anglesos. El papa Gregori havia promès una substancial ajuda financera de 400.000 ducats d'or, però no va aconseguir el suport de Felip II i no es va poder realitzar el pla.
Només quedava intentar l'assassinat de la reina, interès papal que compartien els germans Enric i Carles, ducs de Guisa i de Mayenne respectivament; el complot no va tenir èxit i Elisabet I va quedar-se al tron malgrat tots els intents per derrocar-la.

#### Suècia
Gregori XIII va destinar molts esforços per restaurar la fe catòlica als països que s'havien fet protestants. El 1574 va enviar el jesuïta polonès Warsiewicz a Joan III de Suècia per intentar convertir-lo al catolicisme. Atès que no ho va aconseguir, el 1576 va enviar-hi un altre jesuïta, el noruec Llorenç Nielssen, que va aconseguir convertir el rei el 6 de maig de 1578. Joan III va educar el seu fill Segimon III Vasa en la religió catòlica.

#### Japó
El 22 de març de 1585 van arribar quatre ambaixadors japonesos que havien estat enviats pels dàimio conversos de Bungo, Arima i Omura, per agrair al papa els missioners jesuïtes que els enviava.